# Vilen Künnapu
Vilen Künnapu (né le 30 juin 1948 à Tallinn) est un architecte estonien,.

## Biographie
En 1971, il est diplômé de l'Académie estonienne des arts.
Vilen Künnapu a participé à la conception de bâtiments en Estonie et à l’étranger.
En 2006, il est nommé professeur de l'université de Tartu.

## Ouvrages
- Ancien club du Kolkhoze de Põlva (1970–1973)
- Ancien bâtiment du centre informatique (1973–1983, Tartu mnt 13, Tallinn)
- Quartier résidentiel, Käravete (1977–1984)
- Sanatorium, Pärnu, 2. järk (1978–1988)
- Ancien club du Sovkhoze de Valgu (1981–1987)
- Lillepood, 1983, Väike-Karja 6, Tallinn
- Ancien club du Kolkhoze de Laekvere (1984–1990)
- Ancien club du Sovkhoze de Kehra (1984–1990)
- Bâtiment principal de la Hansabank, Tallinn[4] (1995)
- Mémorial aux policiers disparus [5], (1995)
- Bâtiment de la banque EVEA[4] (1998, Pronksi 19, Tallinn)
- Bâtiment des palmiers du Jardin botanique de Tallinn 1999
- Église méthodiste de Tallinn[4] (2000, Narva mnt 51, Tallinn)
- Radisson Blu Sky Hotel[4] (2001, Rävala pst 3, Tallinn)
- Centre commercial Viru, Tallinn[4] (2004)
- Triumph Plaza[4] (2006, Narva mnt 7, Tallinn)
- Tour de l'escargot[4], Tartu (2008)

## Distinctions
- Ordre de l'Étoile blanche d'Estonie de 5e classe (2001)

## Galerie

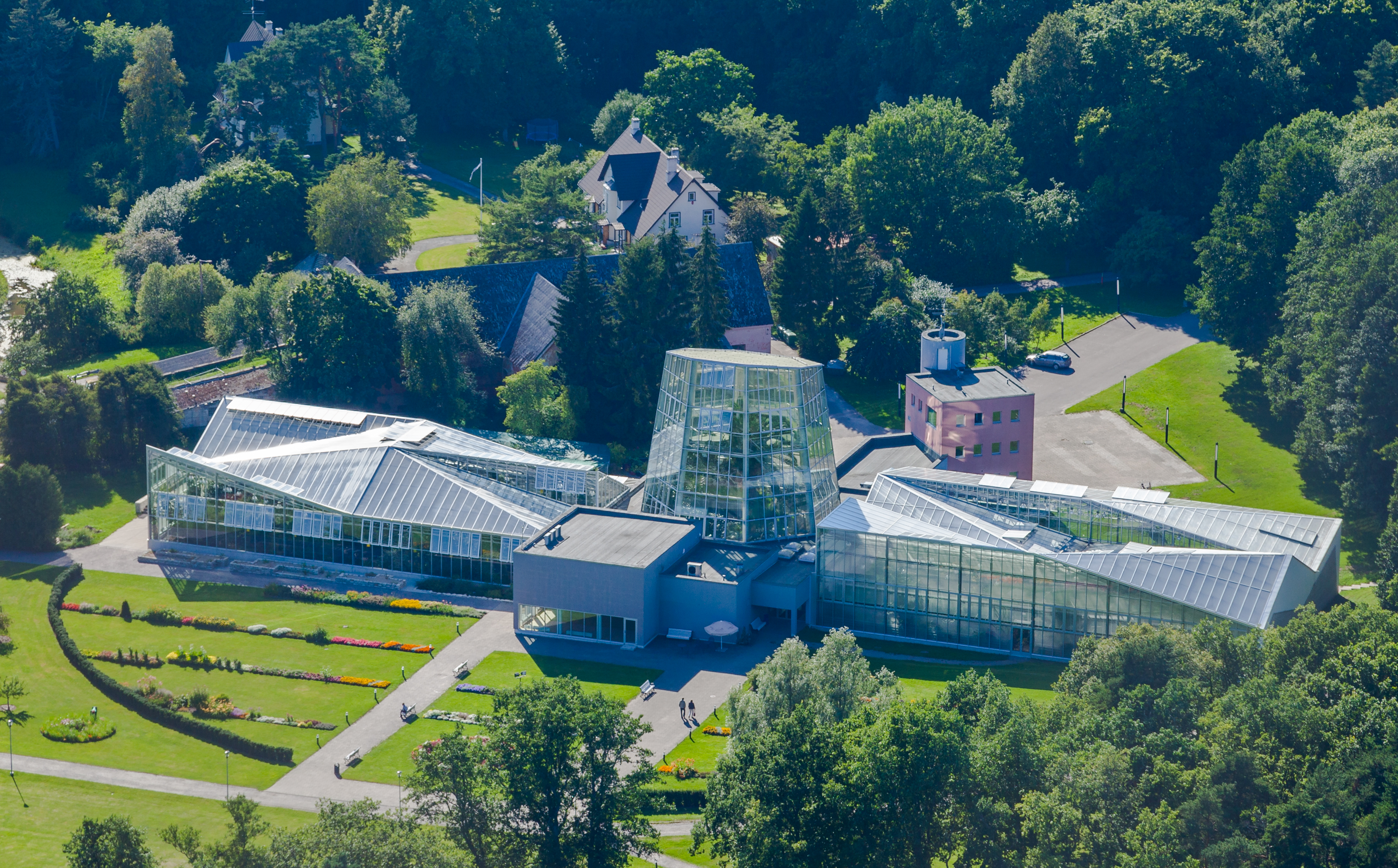
Jardin botanique de Tallinn
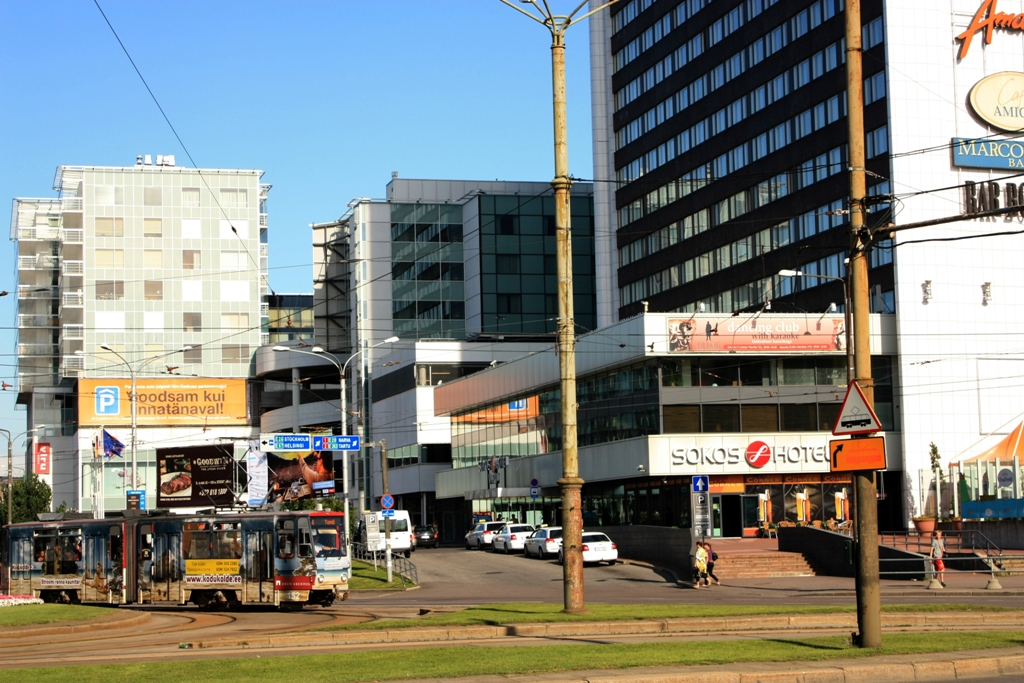
Centre commercial Viru, Tallinn
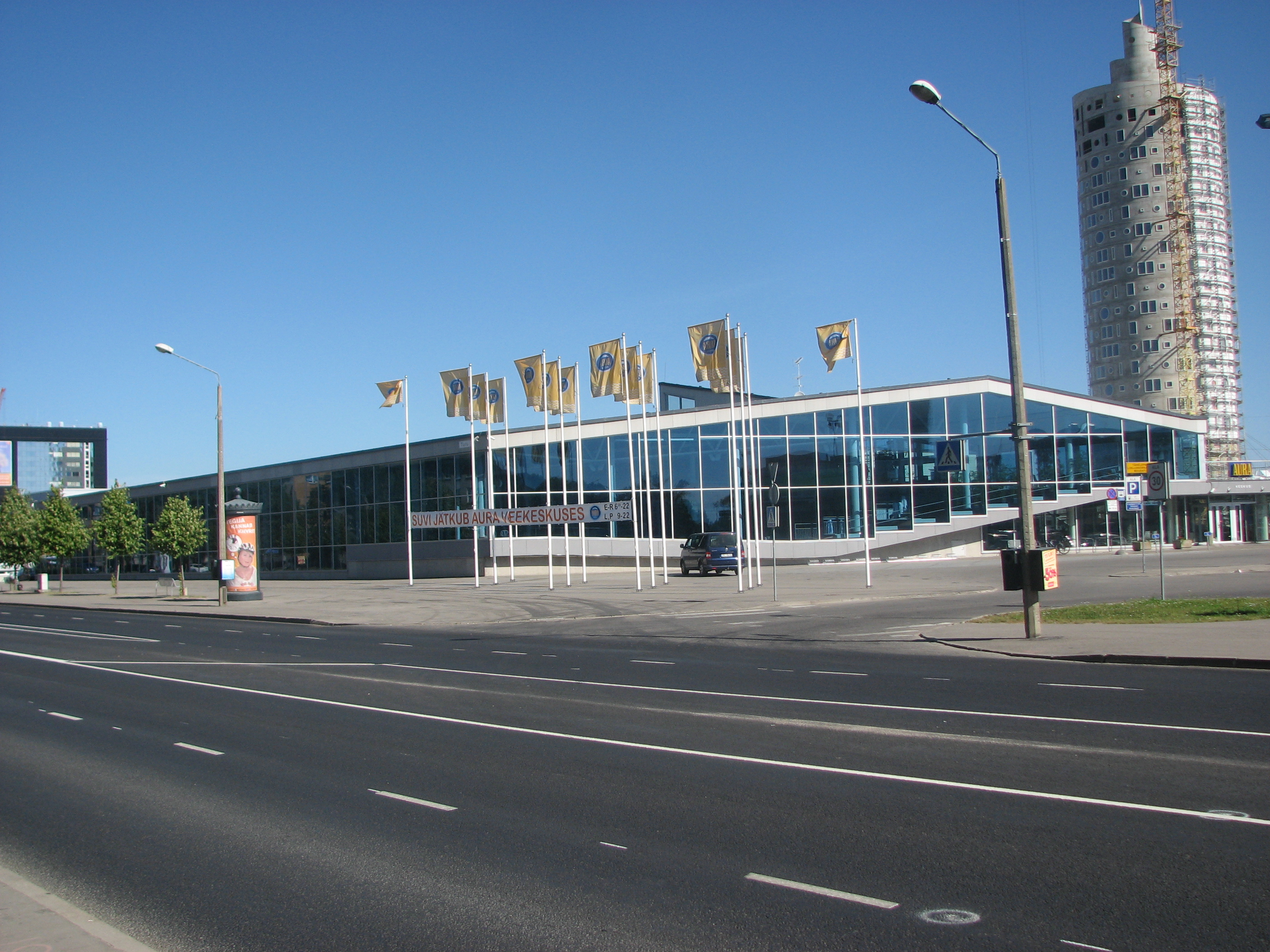
Tour de l'escargot, Tartu.
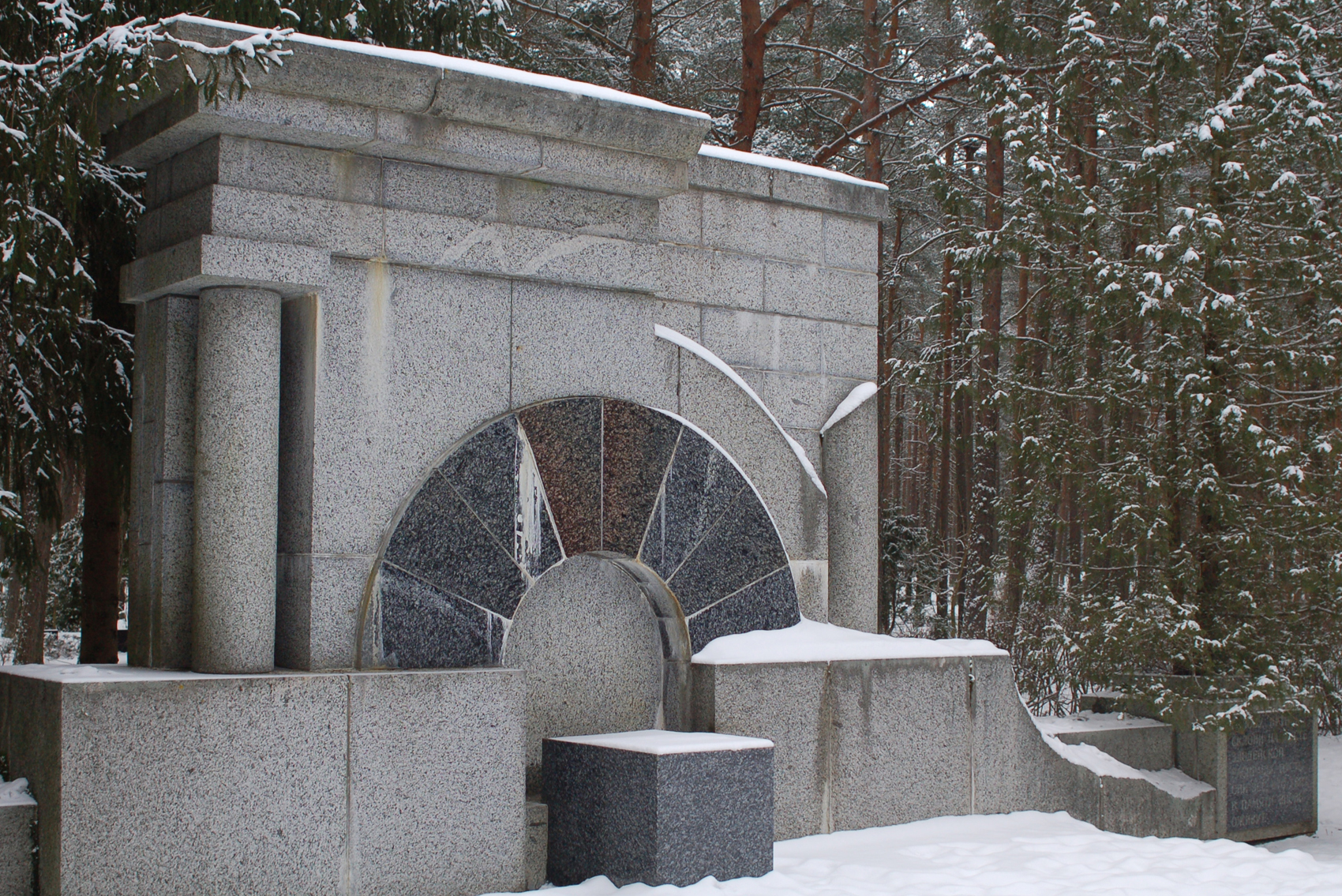
Mémorial aux victimes de la terreur, Cimetière de Tallinn.